# Le Pérugin
Pietro di Cristoforo Vannucci, dit le Pérugin (il Perugino), né vers 1448 à Città della Pieve, près de Pérouse dans les États pontificaux et mort en 1523 à Fontignano (frazione de Pérouse), est un peintre italien de la Renaissance appartenant à l'école ombrienne, qui est l'un des maîtres de Raphaël. Il peint surtout des tableaux religieux, multipliant madones élégantes et anges mélancoliques.

## Biographie

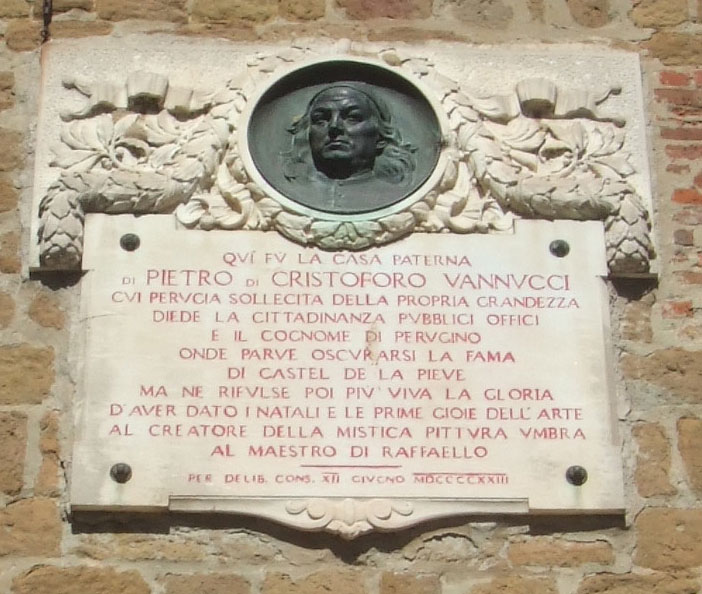
Plaque commémorative sur sa maison natale à Città della Pieve.

Né entre 1445 et 1450 dans la petite ville de Città della Pieve en Ombrie, non loin de Pérouse, il est le fils de Cristoforo Vannucci qui est, contrairement à ce qu'écrit Vasari, l'un des plus riches notables de la ville. Son père le fait entrer en apprentissage chez un peintre de modeste renommée qui l'initie aux techniques de la fresque et du dessin.
Le Pérugin se forme en étudiant les œuvres de Piero della Francesca et de Verrocchio, dont il est probablement l'élève à Florence à la fin des années 1460 et au début des années 1470, en compagnie de Léonard de Vinci. Il y découvre la manière flamande du paysage et le portrait naturaliste.
En 1472, il quitte son statut d'apprenti et reçoit ses premières commandes des religieuses du couvent San Martino, des camaldules pour lesquelles il réalise un Saint Jérôme.
Il travailla principalement en Ombrie, à Florence et à Rome, mais également à Lucques, Bologne, Venise, Crémone, Ferrare et Milan.
Parmi ses œuvres de jeunesse on distingue les Scènes de la vie de saint Bernard (1473), L'Adoration des Mages (1476) et différentes Vierges dispersées dans de nombreux musées d'Europe qui ont longtemps été attribuées à Verrocchio. Dans toutes ces œuvres se dégage un mélange des influences de ses deux maîtres. Un Portrait d'un jeune homme daté de 1475 a jusqu'en 2004 été attribué à Francesco Botticini.
Il travaille à Rome à partir de 1478. Entre 1480 et 1482, il contribue aux fresques de la chapelle Sixtine avec d'autres grands maîtres de l'époque. Le Pérugin y peint trois scènes, dont deux en collaboration avec Pinturicchio (le Baptême du Christ et Moïse voyageant en Égypte). S'affranchissant peu à peu de l'exemple de Piero della Francesca, il privilégie dans ses compositions la clarté, l'équilibre et le classicisme des formes.
Dans les œuvres du Pérugin, comme dans celles du Pinturicchio, ou du jeune Raphaël qui aurait été son élève, le paysage n'est pas considéré comme un simple élément décoratif à l'arrière-plan du tableau. Un dialogue doit s'établir entre le paysage et les figures du premier plan, visant à inscrire celles-ci dans un vaste espace, selon des rapports harmonieux. Cette interprétation a pour effet de permettre au peintre de trouver dans son tableau un équilibre parfait entre l'évocation du réel et la construction mentale.
En 1485, Pietro Vanucci est nommé citoyen d'honneur de Pérouse, ce qui lui vaut son surnom de « Pérugin ».
Lorsque sa réputation est établie, son activité devient débordante. Il ouvre deux ateliers – l'un à Pérouse, l'autre à Florence – pour faire face aux nombreuses commandes qui lui sont confiées. À ce moment son œuvre atteint la plus grande maturité, avec de larges compositions intégrées dans de vastes espaces ouverts. Ses productions se multiplient, mais perdent parfois en qualité, lorsqu’il n’a plus le temps d’en assurer en partie la réalisation. Il demeure, malgré tout, le meilleur peintre de l'Italie de son temps comme le note Agostino Chigi, en 1500 : « Perugino [...] è il meglio mastro d’Italia ».

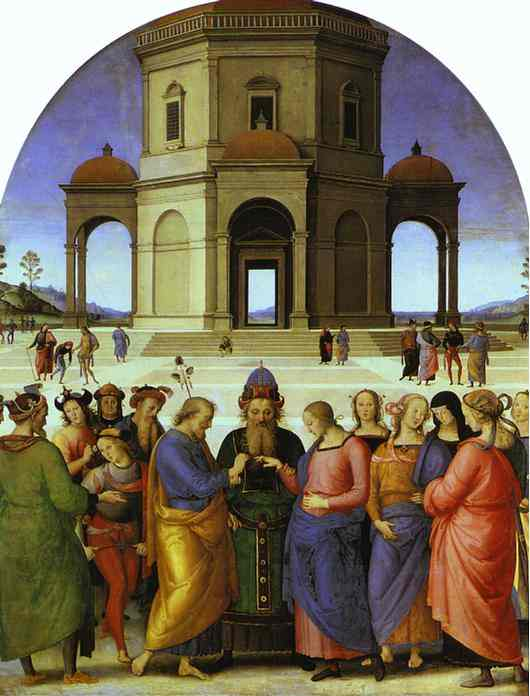
Le Mariage de la Vierge, entre 1500 et 1504. Musée des Beaux-Arts de Caen.

Entre 1494 et 1495 il réalise une Pietà et la fresque de la Crucifixion de l’église Santa Maria Maddalena dei Pazzi.
Entre fin 1495 et 1496, sur commande des décemvirs de Pérouse, il réalise pour la chapelle du Palazzo pubblico, un retable (actuellement dissocié, une partie étant conservée à Pérouse, l'autre au Vatican, représentant la Vierge avec sur ses genoux l'Enfant-Jésus, entourés de saint Laurent, saint Ludovic de Toulouse, puis saint Herculan et saint Constant, protecteurs de la ville.
De 1496 à 1499, il réalise, sur commande des moines bénédictins, un polyptyque pour le maître-autel de l'église Saint-Pierre à Pérouse qui fut démonté à la fin du XVIe siècle lors de la rénovation de l'église. Le panneau central représentait l'Ascension avec les douze Apôtres, la Vierge et des anges ; au-dessus, Dieu en majesté. Sur la prédelle figuraient : l'Adoration des Mages, le Baptême du Christ, la Résurrection et deux panneaux montrant les Saints protecteurs de Pérouse. Enfin, en bas des colonnes, de part et d'autre de l'Ascension, six panneaux représentent des Saints bénédictins.
Entre 1500 et 1504 il réalise le Mariage de la Vierge et la Résurrection. C’est de ces années que date son amitié avec le jeune peintre Raphaël, qui vint auprès de lui se former à la technique picturale.
En 1502, le Pérugin reçoit une commande d'un retable pour le chapitre des Augustins de Pérouse, mais la réalisation en fut retardée jusqu’en 1512 et l’œuvre devait rester inachevée à la mort de l’artiste. Le retable a été démembré en 1683. Un fragment représentant Saint Jean l'Évangéliste et saint Augustin se trouve au musée des Augustins de Toulouse. Les autres fragments sont dispersés entre Pérouse, le Louvre, l’Alabama, Lyon et Grenoble.
Dans les dernières années de sa vie, il travaille intensément pour les principales églises d’Ombrie et de Toscane. Isabelle d'Este lui commande en 1503 Le Combat de l'Amour et de la Chasteté (Lotta tra Amore e Castità), pour son studiolo du palais ducal de Mantoue (aujourd'hui au musée du Louvre). En 1508, le pape Jules II lui confie la décoration de la voûte de la chambre de l'Incendie du Borgo (Stanza dell'Incendio del Borgo) au Vatican. À partir de cette date, il travaille à Pérouse et dans ses environs, avec un appauvrissement du style et une répétition de ses compositions. Il y continue à former ses élèves aux méthodes qui lui assurèrent pendant plus de trente ans la reconnaissance de ses contemporains.

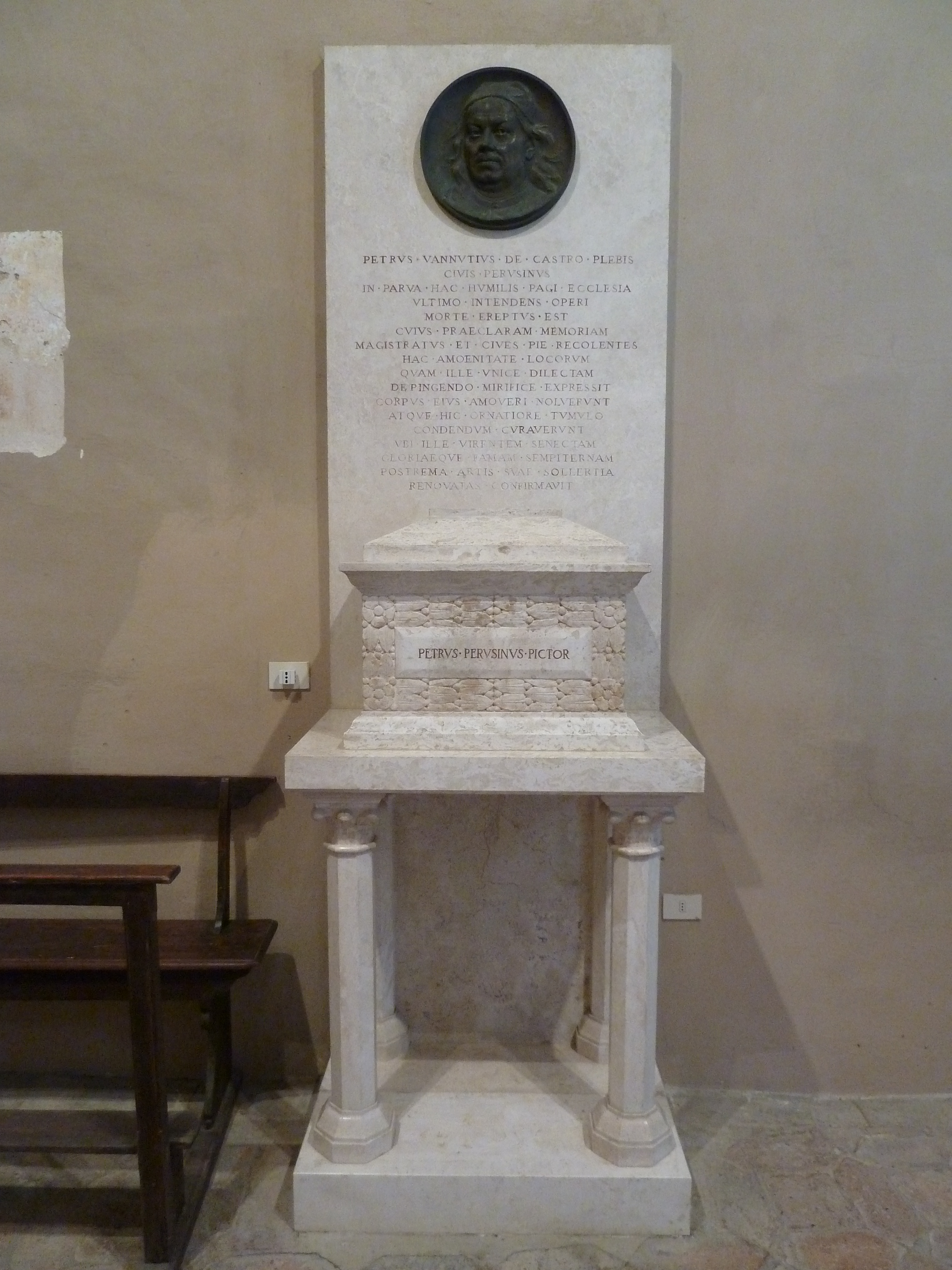
Tombe de l'artiste à Fontignano.

La dernière production du Pérugin est surtout liée aux fresques à thème religieux qu'il a réalisées dans les petites localités de l'Ombrie : La Pietà (Spello), L'Adoration des bergers (Trevi), dont la Vierge a été reproduite dans la Vierge trônant (Spello) et la Vierge à l'Enfant de l'oratoire de l'Annunziata à Fontignano, près de Pérouse, où il a réalisé ses dernières œuvres. 
Le Pérugin meurt en 1523 à Fontignano (frazione de Pérouse) de la peste tandis qu'il travaillait à ses réalisations. Il est d'abord enseveli juste en dehors de la localité. Sa dépouille est conservée dans l'oratoire de l'Annunziata à Fontignano.
À Assise, dans la basilique Sainte-Marie-des-Anges construite au XVIe siècle englobant la chapelle de la Portioncule (une petite chapelle, déjà en place au VIe siècle, où en 1208, saint François fonda son ordre), une nouvelle œuvre jusqu'alors inconnue a été découverte, lors des travaux de restauration de cette chapelle. Il s'agit d'une fresque représentant une Crucifixion, qui a été attribuée au Pérugin. Elle aurait été peinte en 1486, année où Pietro Vanucci est venu à Assise en août, comme l'attestent des archives.
Le Pérugin a fortement influencé Fiorenzo di Lorenzo ainsi que, dans son début, Raphaël qui l'avait lui-même choisi comme maître.
Le musée Jacquemart-André lui consacre une exposition : Le Pérugin, maître de Raphaël, du 12 septembre 2014 au 19 janvier 2015.

## Style
Formé en Ombrie, loin de l'effervescence florentine, il crée de grandes formes simples, avec quelques figures aux gestes retenus et à l'expression un peu rêveuse, soigneusement liées dans un calme ordonné.

## Œuvres

### Città della Pieve
- Adoration des mages (1504), fresque, 700 × 650 cm, Oratoire de Santa Maria dei Bianchi, Città della Pieve
- Baptême du Christ dans la cathédrale Santi Gervasio e Protasio (et, à proximité, copie de son autoportrait)
- Madonna in Gloria e Santi Gervasio, Protasio, Pietro et Paolo dans la cathédrale Santi Gervasio e Protasio
- Déposition de la Croix dans l’église Santa Maria dei Servi
- S.Antonio Abate tra i SS. Marcello e Paolo Eremita dans l’église Saint-Pierre

### Pérouse

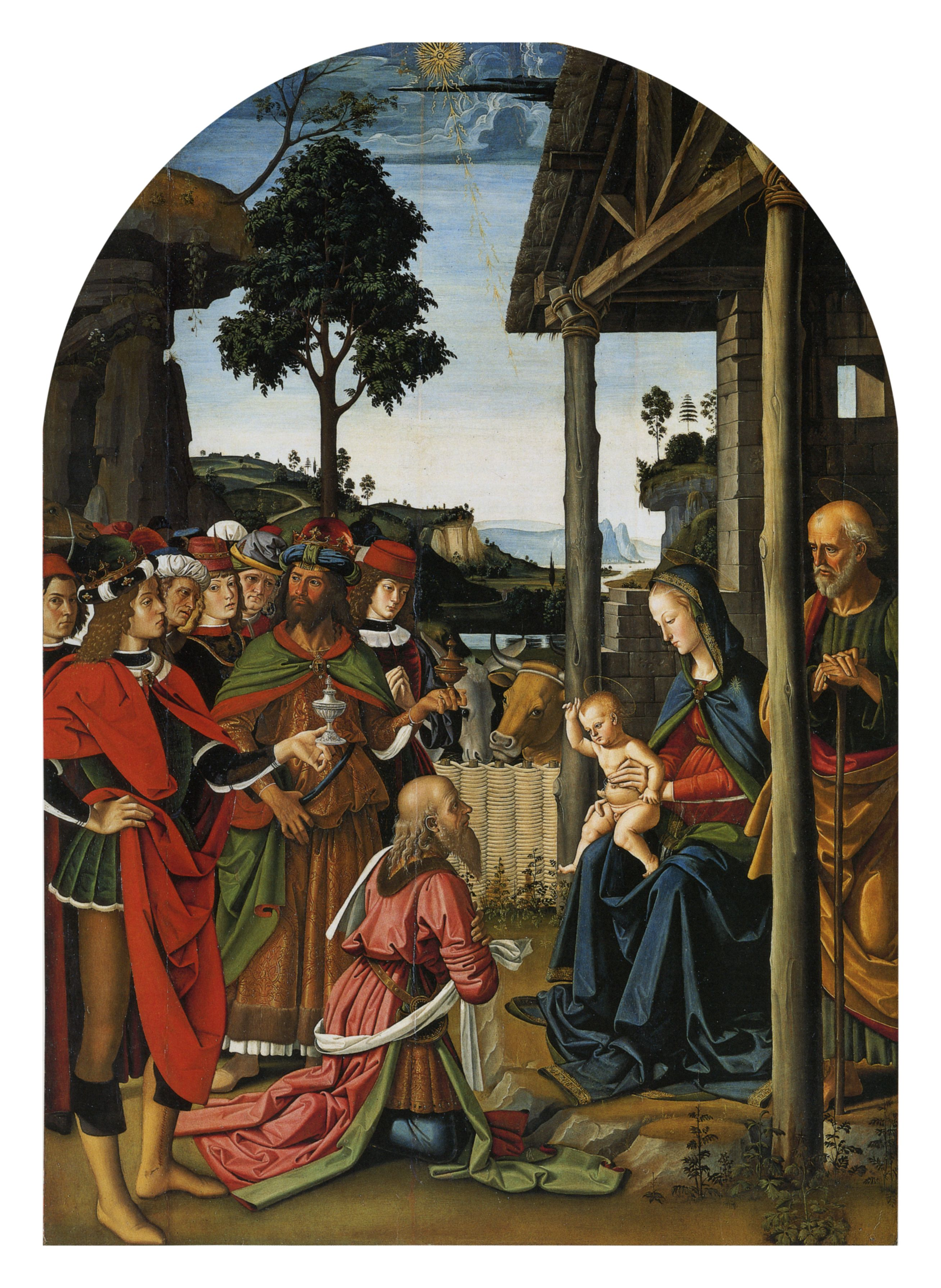
Adoration des mages, Galerie nationale de l'Ombrie, Pérouse.

Œuvres à la Galerie nationale de l'Ombrie :
- L'Adoration des mages, 1470-1473 ou 1476 (comprenant son autoportrait)
- Saint Bernardin guérissant un épileptique, 1473, 76 × 56,7 cm
- Apparition de la vierge à saint Bernard, 1488-1489[8]
- Madone de la Confrérie de la Consolation (1496-1498 env.), huile sur bois, 104 × 146 cm
- Madonna della Cucina (1515 env.)
- San Giovanni Battista tra i santi Francesco, Gerolamo, Sebastiano e Antonio di Padova (1500-1510 env.)
- Saint Jérôme pénitent (après 1512, huile sur toile, 107 × 130 cm
- Adorazione dei pastori (1502 env.)
- Pala opistografa di Monteripido (1502-1504 env.), huile sur bois :

recto, Crucifixion, 240 × 180 cm, verso, Couronnement de la Vierge, 240 × 180 cm
- Retable de saint Augustin (1512 env.)[9]
  - Baptême du Christ, 261 × 146 cm[4]
  - l'Archange Gabriel, huile sur bois, Rond 102 cm. Les autres fragments sont dispersés entre Toulouse, le Louvre, l’Alabama, Lyon et Grenoble
- Cimasa della pala dei Decemviri (1495-1496 env.)
- Pala Tezi (1496-98 env.)
- Gonfalone della Giustizia (1496)

au Collegio del Cambio, 1497, fresques :
- Autoportrait (1500 env.), 40 × 30,5 cm, détail d'un pilastre[10]
- Cycle allégorique de la Sala delle Udienze : Le Courage et la Tempérance avec six héros antiques[4]

### Rome

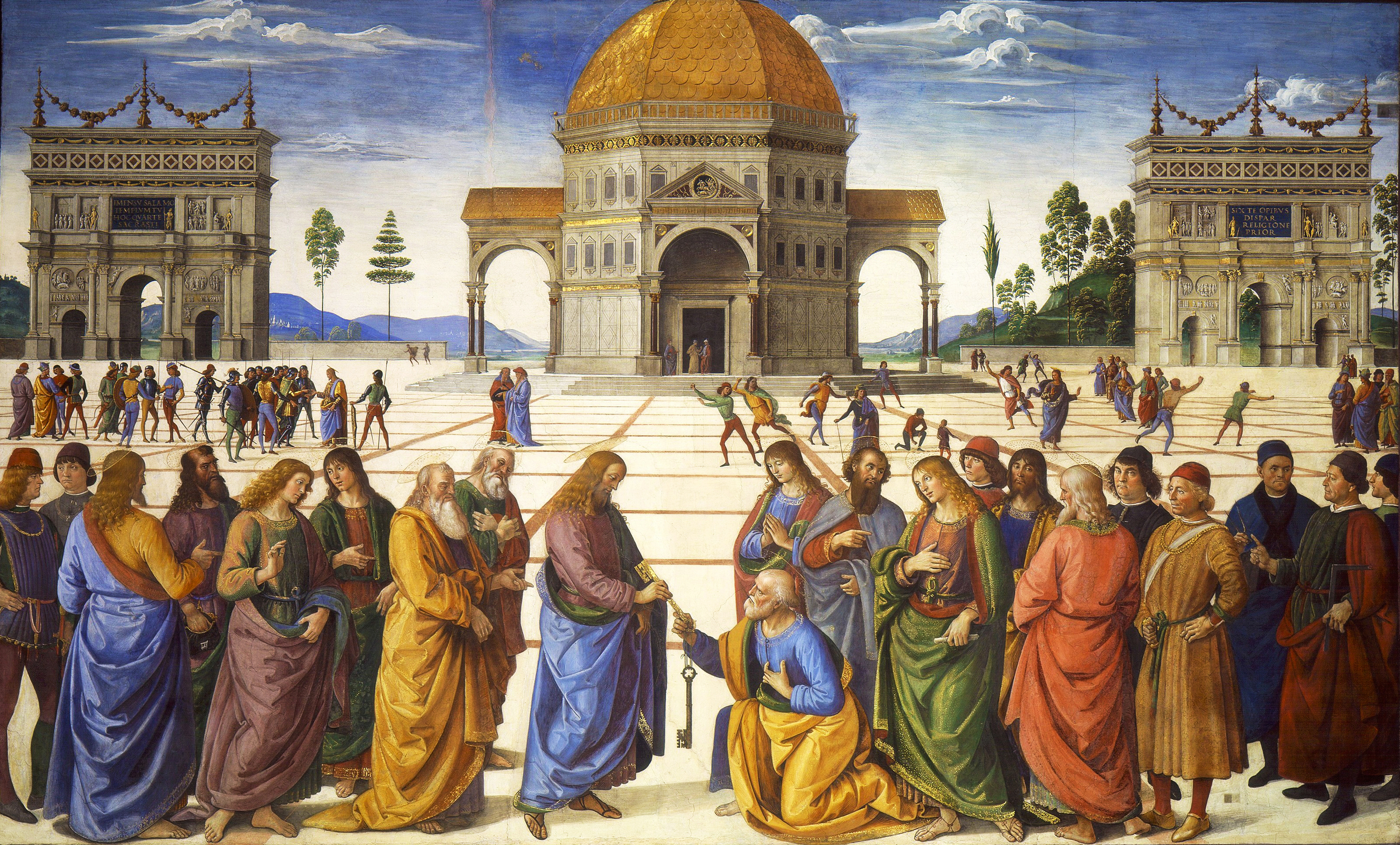
Remise des clefs à saint Pierre (1481). Fresque,, chapelle Sixtine, Rome.

Pinacothèque des musées du Vatican :
- Vierge à l'Enfant et les saint Laurent, Ludovic de Toulouse, Herculanus et Constant (dit « Retable des Decemviri »), (1495-1496), peinture grasse à tempera sur bois de 193 × 165 cm

Chapelle Sixtine :
- Le Voyage de Moïse en Égypte
- Remise des clefs à saint Pierre
- Baptême du Christ[11]

### Florence[12]
- La Pietà (1495), huile sur bois, 214 × 195 cm, Galerie Palatine, palais Pitti. Elle décorait à l'origine le second autel de l'église de Santa Clara.
- Le triptyque à fresque de la Crucifixion (1496) dans l’ancien couvent près de l'église Santa Maria Maddalena dei Pazzi
- Le Cenacolo di Fuligno fresque du réfectoire de l'ancien couvent Sant'Onofrio à Florence (vers 1495)
- Sainte Catherine d'Alexandrie, 78,5 × 71,4 cm, Galerie Moretti. Il faisait partie d'un retable constitué de sept panneaux, resté longtemps le plus grand retable jamais peint, destiné à la Basilique de la Santissima Annunziata à Florence[13].
- Retable de Vallombrosa placé sur l'autel de l'abbaye de Vallombrosa le 8 juillet 1500[12].
- Panneau principal, huile sur bois, 415 × 246 cm, Galeria dell'Academia. Les quatre saints qui y figurent au pied de la Vierge (Jean Gualbert, Bernardo degli Uberti, Benoît et Michel) sont liés à l'histoire de l'ordre vallombosain.

Au musée des Offices
- Prédelle du retable de l'Assomption qui se trouve à la Galeria dell'Academia:
  - Portrait de don Biagio Milanesi, 28,5 × 26,5 cm
  - Portrait du vallombrosien Baldassare, 26 × 27 cm
- La Vierge à l'enfant avec saint Jean-Baptiste et saint Sébastien, 1493, huile sur bois, 178 × 164 cm. retable conçu pour la chapelle que le Vénitien Cornelia di Giovanni Martini fit bâtir en 1488 au Couvent San Domenico (Fiesole).
- Portrait de Francesco delle Opere, 1494, huile sur bois, 47 × 41 cm
- Pietà, huile sur bois, 168 × 176 cm, exécutée pour l'un des autels de l'église des frères jésuites (San Giusto alle Mura) . Elle avait pour pendant Le Christ au jardin des oliviers, lui aussi aux Offices.
- Marie-Madeleine, dernières années du XVe siècle, huile sur bois, 47 × 34 cm
- Portrait de jeune garçon, 1495, huile sur bois, 37 × 26 cm

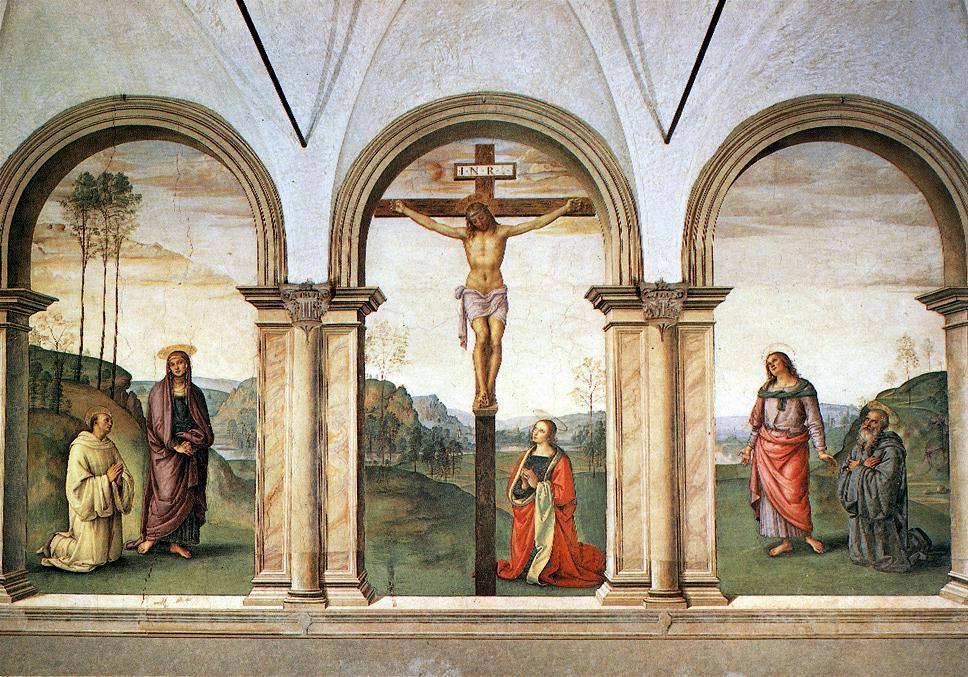
La Crucifixion, église Santa Maria Maddalena dei Pazzi, Florence (1496).
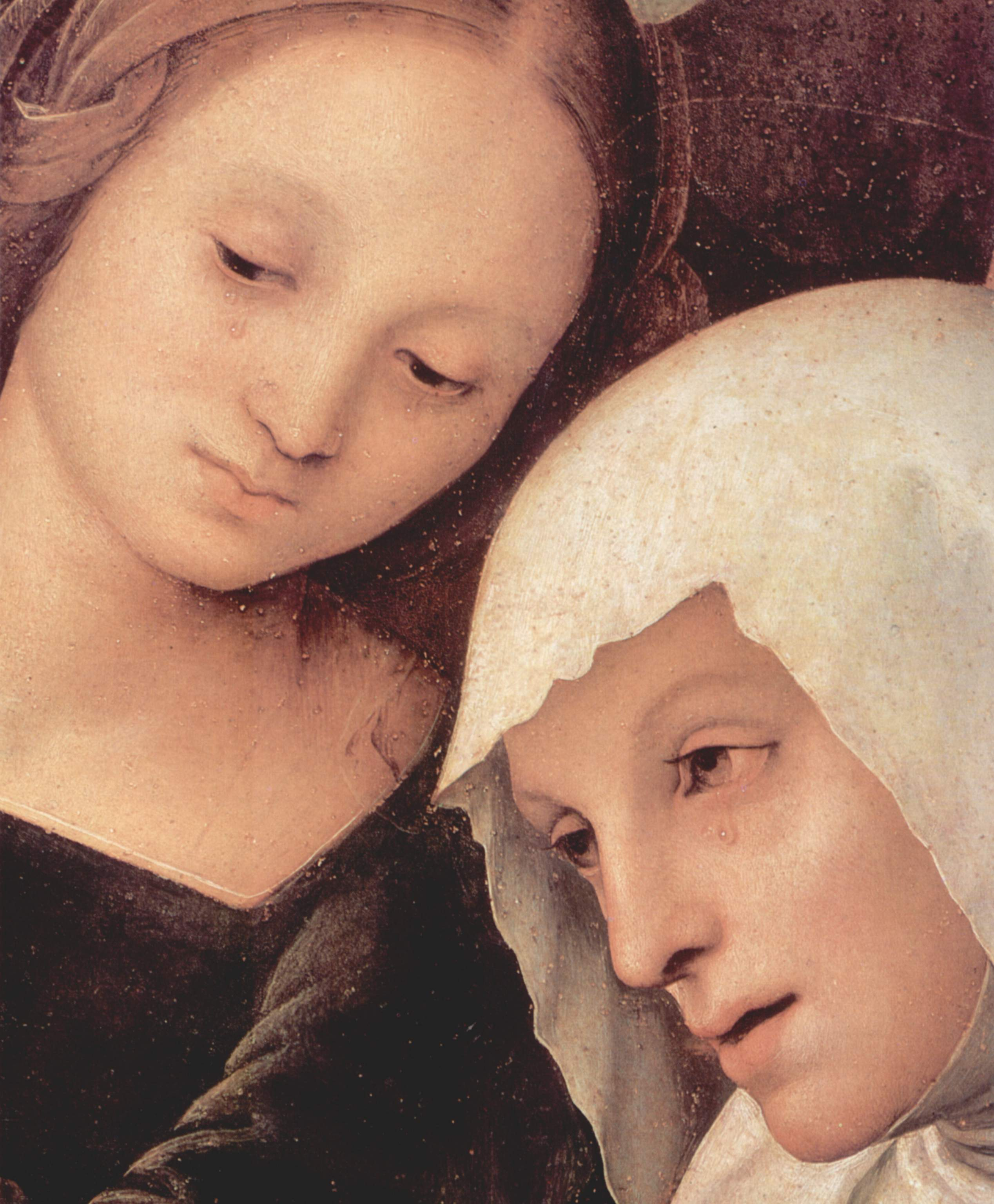
Marie-Madeleine et Marie (détail de la Pietà du Palais Pitti, Florence), 1495.

### Naples
- Retable de l'Assomption de la Vierge, troisième chapelle (celle des Seripandi[14], à l'origine le retable, commandé par Oliviero Carafa, se trouvait dans le chœur de la cathédrale) de la Cathédrale Notre-Dame de l'Assomption de Naples - et son école (Giovanni Battista Caporali ?)[15].

### Autres villes italiennes
Fano (Marches)
- Église de Santa Maria Nuova : L'Annonciation, 1497, 25 × 30 cm[4]

Montefalco (Ombrie)
- Fresques de l'édicule de l'église Saint-François

Panicale, Église de Saint Sébastien
- Le Martyre de saint Sébastien, avant 1500, fresque, 469 × 471 cm[4]

Trevi, Église Madonna delle Lagrime
- L'Adoration des mages.

### En France
Musée du Louvre, Paris
- Le Combat de l'Amour et de la Chasteté

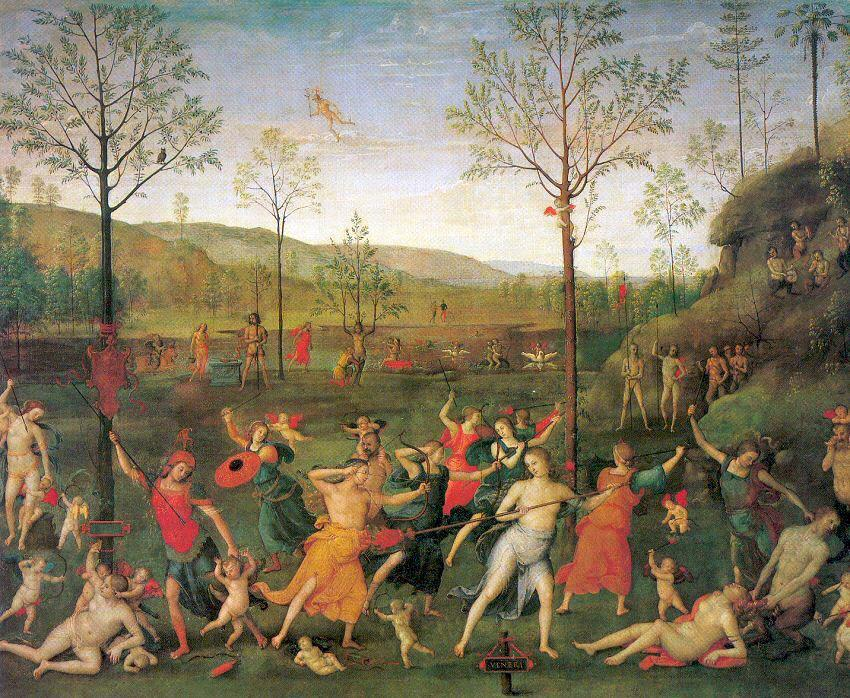
Le Combat de l'Amour et de la Chasteté (v. 1503-1505). Musée du Louvre.

- Apollon et Daphnis (ou Apollon et Marsyas) (1483)
- Saint Sébastien
- La Vierge à l'Enfant entre les saints Jean-Baptiste et Catherine d'Alexandrie, v. 1500, huile sur bois, 81 × 63 cm
- Jeune Saint avec une épée
- La Vierge et l'Enfant entourés de deux anges, sainte Rose et sainte Catherine

Musée des Beaux-Arts de Bordeaux
- Vierge à l'Enfant sur le trône entre saint Jérôme, saint Augustin, quatre anges et deux chérubins

Musée des Beaux-Arts de Caen
- Saint Jérôme dans le désert
- Le Mariage de la Vierge

Musée de Grenoble

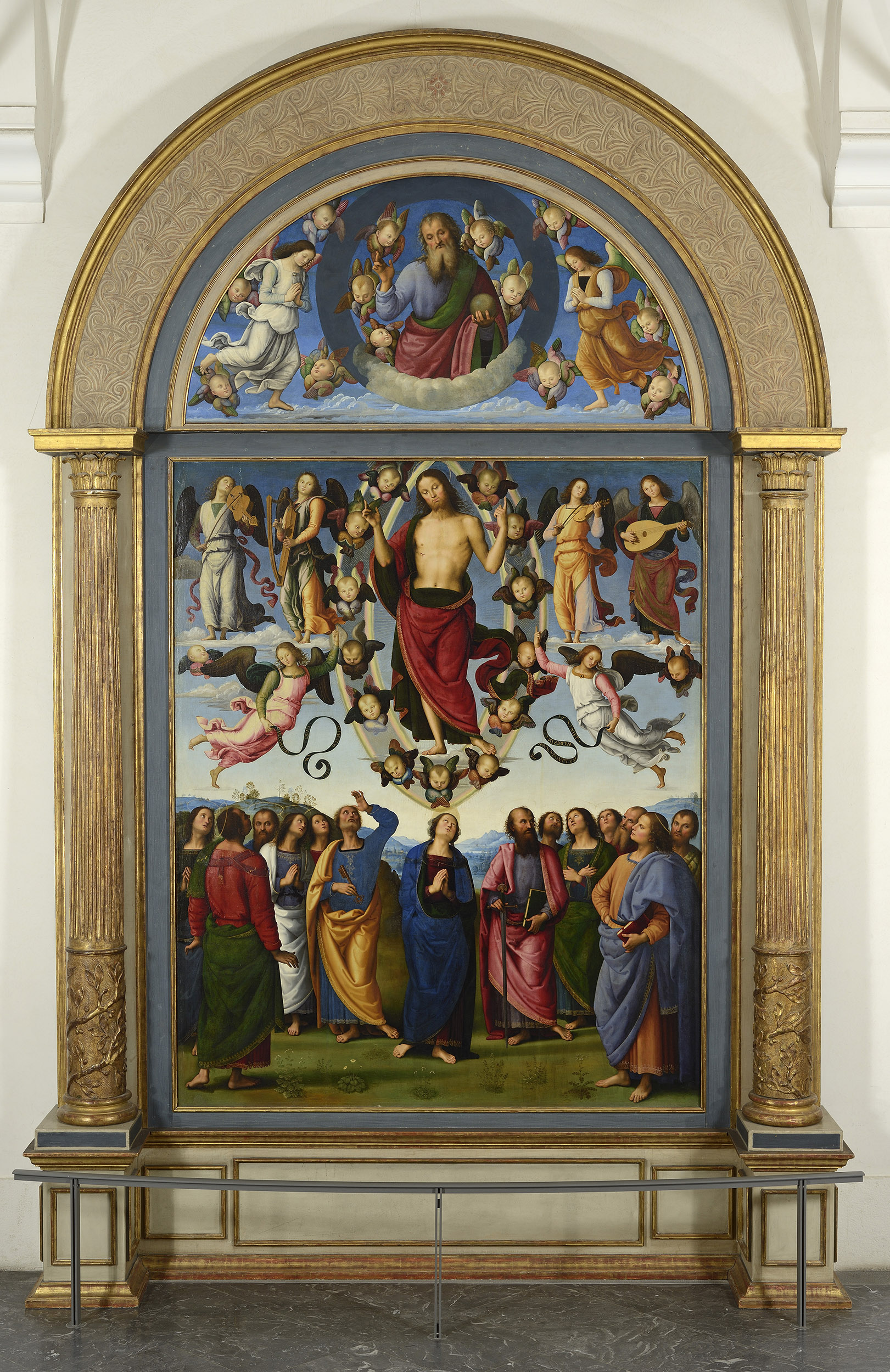
L'Ascension du Christ en présence de la Vierge et des apôtres surmontée de Dieu le Père bénissant parmi les anges, (1495-1498). Musée des Beaux-Arts de Lyon

- Saint Sébastien et sainte Apolline

Musée Jacquemart-André, Paris
- - Vierge à l'Enfant

Musée des Beaux-Arts de Lyon
- Dieu le Père bénissant parmi les anges
- L'Ascension du Christ en présence de la Vierge et des apôtres (1495-1498), huile sur bois transposée sur toile, 265 × 325 cm[16].
- Saint Herculan et Saint Jacques le Majeur

Musée des Beaux-Arts de Marseille
- La Famille de la Vierge (1500-1502), tempera sur bois, 296 × 259 cm.

Musée des Beaux-Arts de Nancy
- Vierge à l'Enfant, saint Jean et deux anges

Musée d'Arts de Nantes
- Le Prophète David
- Le Prophète Isaïe
- Saint Sébastien et un saint franciscain

Musée des Beaux-Arts de Rouen
- L'Adoration des mages (vers 1497), huile sur bois, 32,5 × 59 cm
- Le Baptême du Christ (vers 1497), huile sur bois, 32 × 59,5 cm
- La Résurrection du Christ (vers 1497), huile sur bois, 32 × 59,5 cm

Musée des Beaux-Arts de Rouen
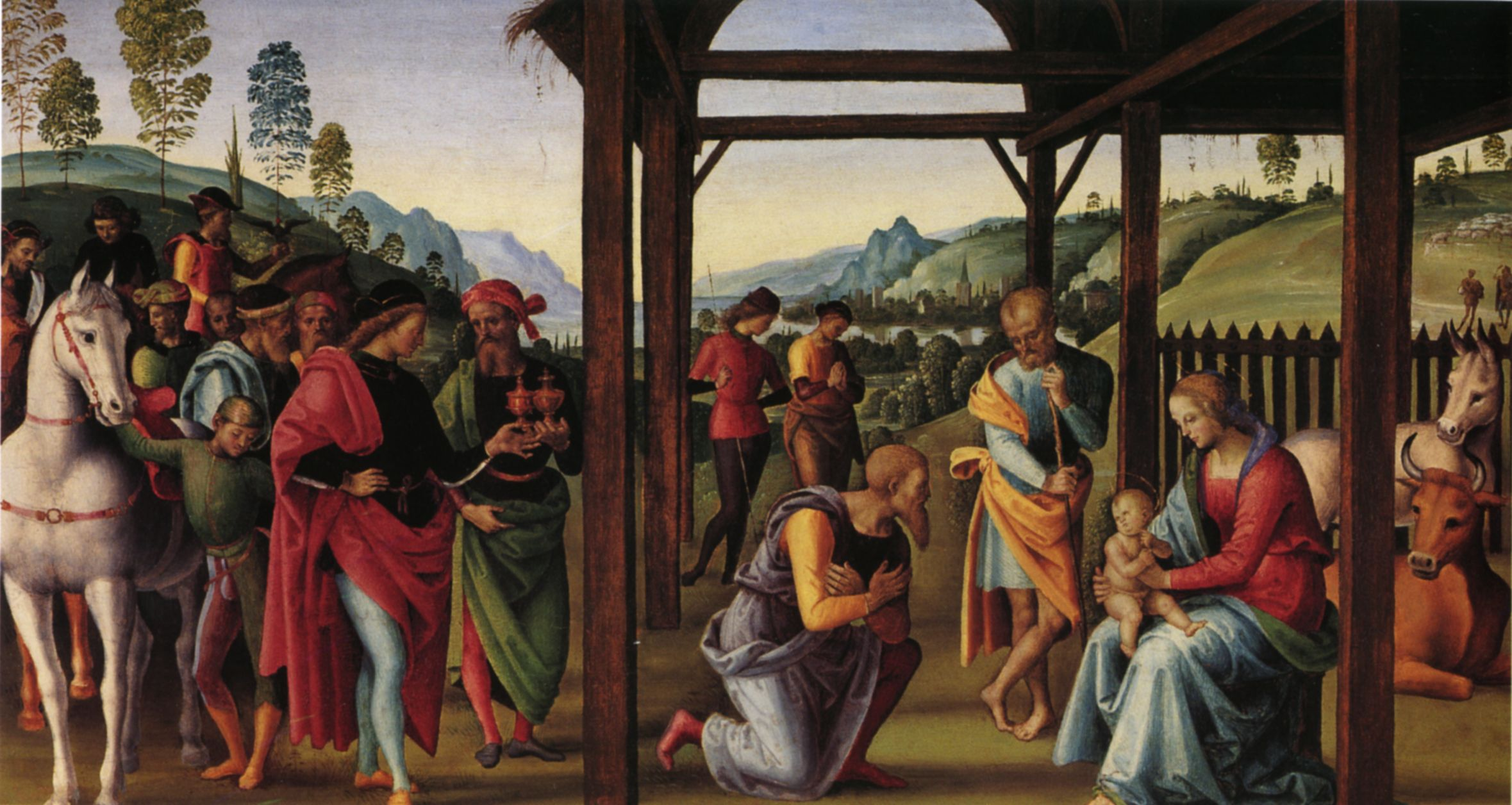
L'Adoration des mages
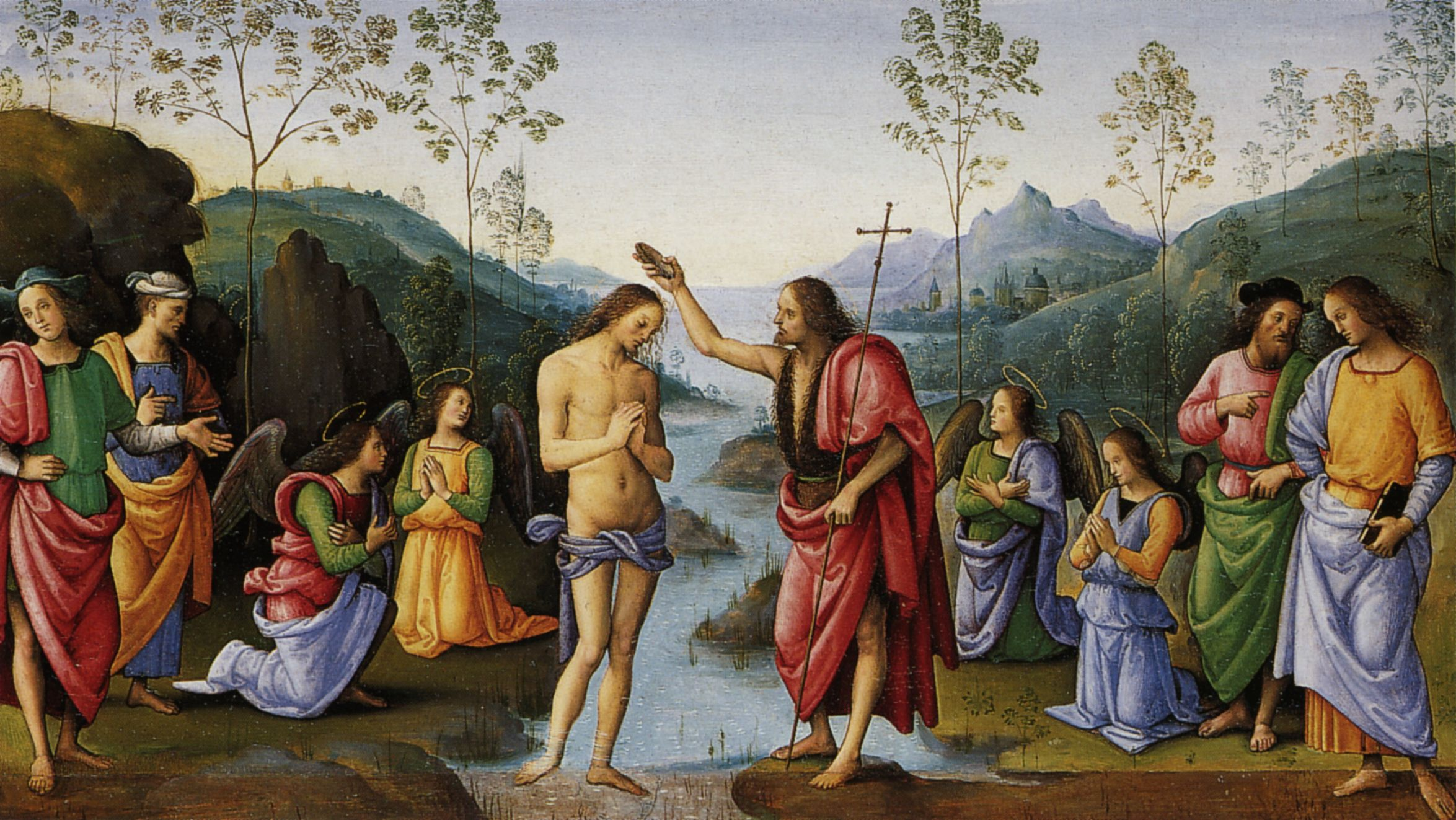
Le Baptême du Christ
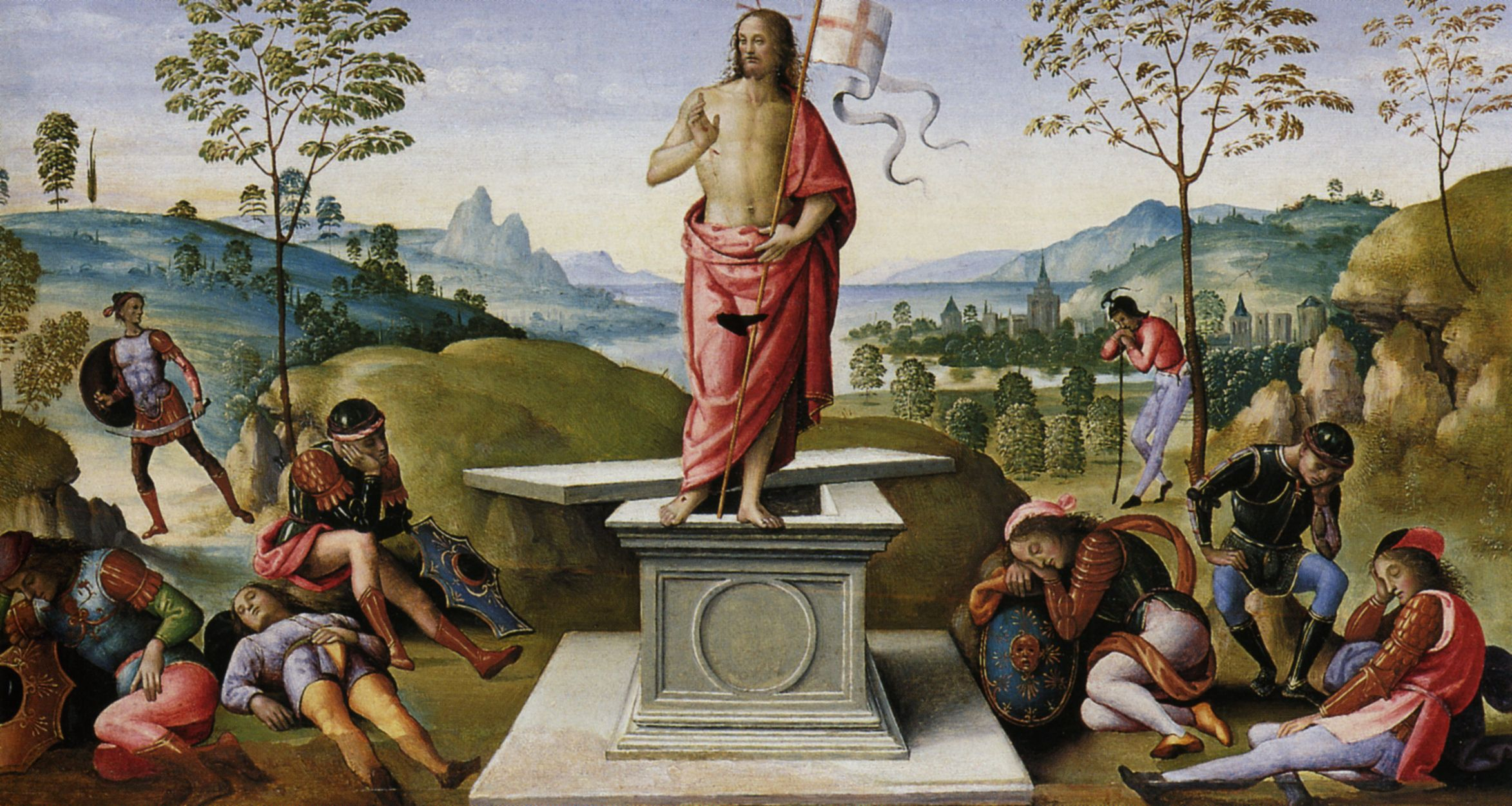
La Résurrection du Christ

Musée des Augustins de Toulouse
- Saint Jean l'Évangéliste et Saint Augustin (partie d'un retable commandé pour le chapitre des Augustins de Pérouse en 1502, polyptyque démembré en 1683 et réparti aujourd'hui entre Pérouse, le Louvre, l’Alabama, Toulouse, Lyon et Grenoble)[9]

Musée des Augustins (Toulouse)
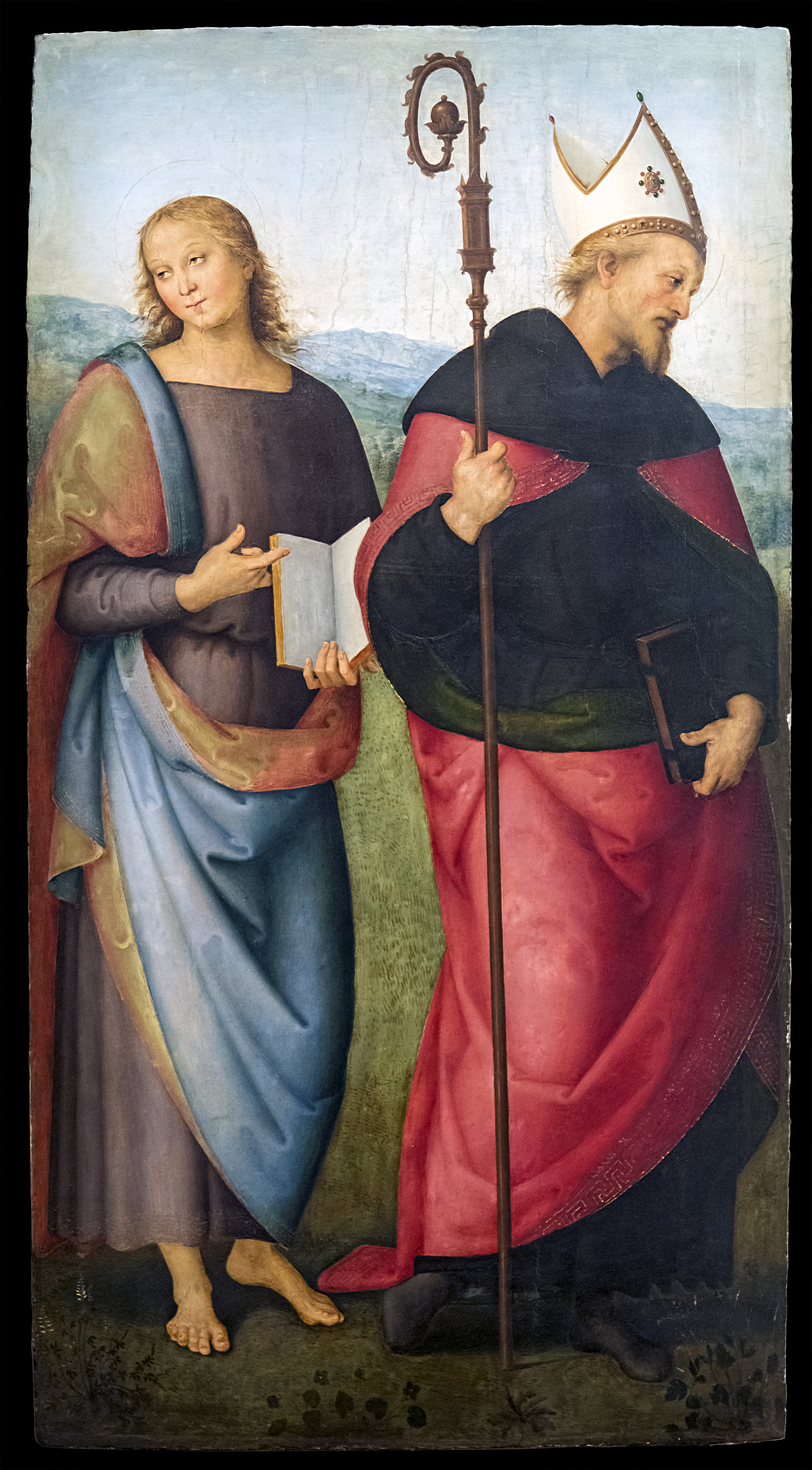
Saint Jean l'Évangéliste et Saint Augustin (1512-1523).
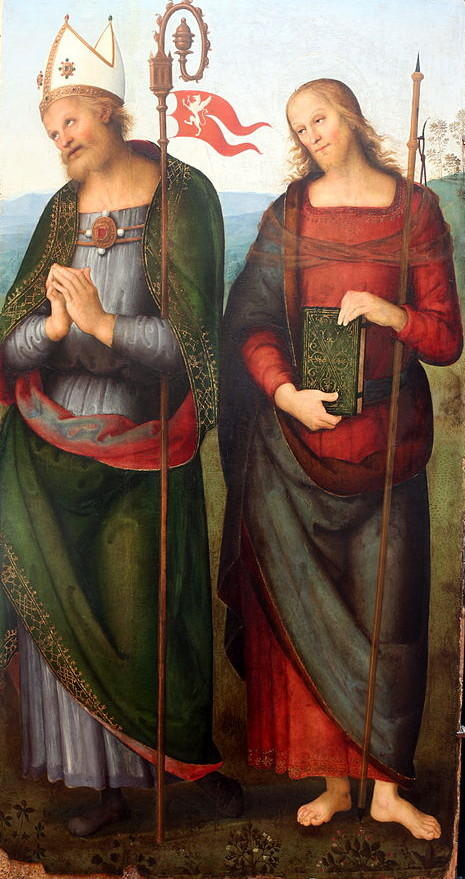
Saint Herculan et Saint Jacques le Majeur, 1505.

### En Grande-Bretagne
Londres, National gallery
- Polyptyque de la chartreuse de Pavie, 1499, huile sur bois, 114 × 113 cm
  - Vierge à l'Enfant en adoration, avec un ange, surmontés de trois anges 
  - à gauche : L'Archange Michel
  - à droite : L'Archange Raphaël accompagné de Tobie ; la partie supérieure de ce tableau a fait l'objet d'une gravure réalisée par Christophe Guérin (1758-1831).
- Institut Courtauld : Vierge à l'Enfant ou Madonna Gambier Parry (1470/1473).

Liverpool
- La Naissance de la Vierge[17], autrefois appelée La Naissance de saint Jean-Baptiste, serait un panneau de la prédelle du Retable de la Vierge avec saint Jean et saint Donat, commandé à Verrocchio vers 1474-1486 pour le dôme de Pistoia, conservé à la Walker Art Gallery de Liverpool[18].

### En Suède

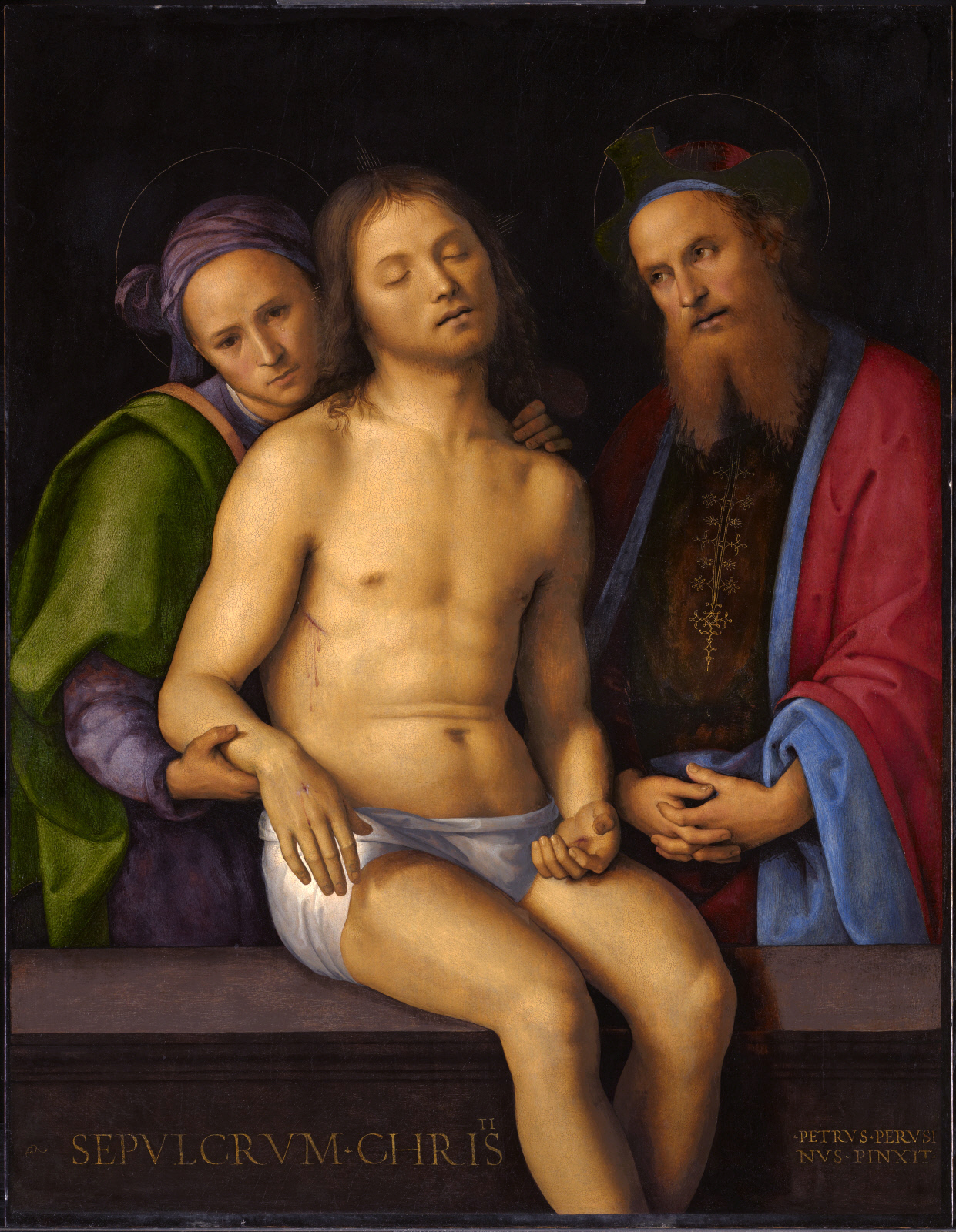
Sepulcrum Christi, Le Christ mort avec Nicodème et Joseph d’Arimathie, 1494-1498. Clark Art Institute, Williamstown (Massachusetts).

Stockholm, Nationalmuseum
- Saint Sébastien

### Aux États-Unis
Clark Art Institute
- Sepulcrum Christi, Le Christ mort avec Nicodème et Joseph d’Arimathie, 1494-1498, Huile sur toile 92.6 x 71.8 cm[19]

Art Institute of Chicago
- La Lamentation au pied de la Croix, huile sur bois, (v. 1500).
- L'Adoration de l'Enfant Jésus (Scènes de la vie du Christ), tempera sur bois, (entre 1500 et 1505).